# Otai-shuku

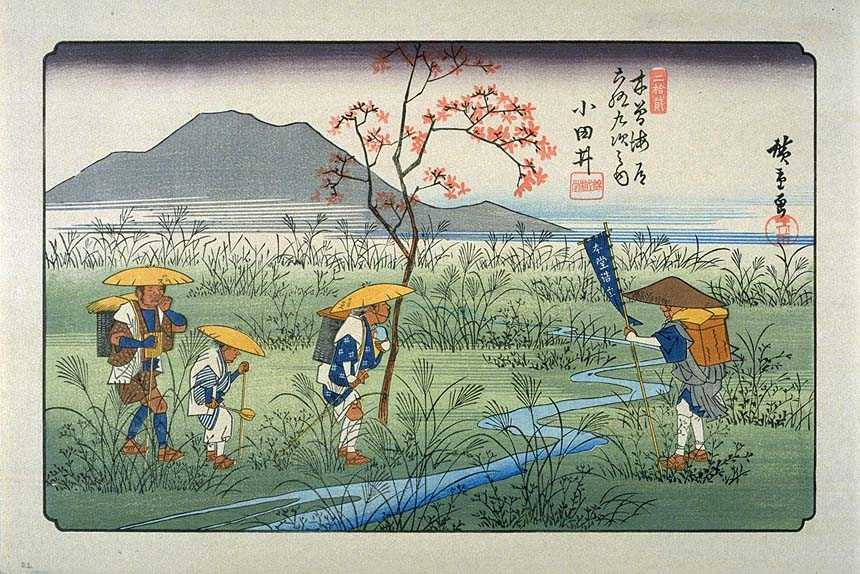
Otai-shuku, estampe de Hiroshige de la série Les Soixante-neuf Stations du Kiso Kaidō.

Otai-shuku (小田井宿, Otai-shuku) était la vingt et unième des soixante-neuf stations du Nakasendō. Elle est située dans la ville moderne de Miyota, district de Kitasaku, de la préfecture de Nagano au Japon.

## Histoire
La shukuba Otai-shuku date d'environ 473 à 492 et s'est développée en ville-étape sur plus de 1 000 ans durant l'ère Keichō. Comme Otai-shuku était petite, il n'y avait que cinq aires de repos dans toute la ville, ce qui fait que les daimyos avaient tendance à rester dans la station voisine d'Oiwake-shuku qui était bien plus grande. Le festival d'Otai-shuku a été créé pour célébrer le 400e anniversaire de la fondation de la ville-relais. Le festival se déroule tous les ans le 16 août.

## Stations voisines
Nakasendō
Oiwake-shuku – Otai-shuku – Iwamurada-shuku